# Apollo 5
Apollo 5 war ein unbemannter Testflug im Rahmen des Apollo-Programms. Hauptziel war die Erprobung der Mondlandefähre (LM  für Lunar Module), die zum ersten Mal im Weltraum getestet wurde. Die interne Projektbezeichnung war AS-204.
Trägerrakete war jene Saturn IB, die im Januar 1967 bei einem Bodentest verwendet worden war, bei dem drei Apollo-Astronauten in der Kapsel durch Feuer ums Leben gekommen waren; nachträglich als Apollo 1 bezeichnet. Die eigentliche Rakete war bei dem damaligen Brand unbeschädigt geblieben und konnte mit einem Jahr Verspätung endlich verwendet werden. Das LM-1 war steuer- und manövrierfähig, es waren aber keine Landebeine montiert. Da man im Gegensatz zu bemannten Starts keine Rettungsrakete benötigte, war die Saturn IB nur 55 Meter hoch. An der Spitze befand sich anstelle eines Apollo-Raumschiffs ein Konus, welcher vor den Tests abgeworfen wurde.
Der Start erfolgte am 22. Januar 1968 und die Rakete arbeitete fehlerlos. In einer erdnahen Umlaufbahn wurde die Mondlandefähre von der zweiten Stufe getrennt. Dann sollte das Triebwerk der Abstiegsstufe das LM in eine höhere Umlaufbahn bringen. Als es gezündet wurde, brannte dieses nicht die geplanten 39 Sekunden, sondern wurde nach vier Sekunden vom Bordcomputer vorzeitig abgeschaltet. Der Fehler lag in einem Computerprogramm, das den Motor stoppt, wenn nicht schnell genug die gewünschten Parameter erreicht werden. Die Ursache war, dass kurz vor dem Start wegen des Verdachts auf ein undichtes Steuerventil das Verfahren bei der Kraftstoffzufuhr geändert wurde. Über diese Änderung, die zu einer Verzögerung beim Schubaufbau führte und eine Anpassung der Wartezeit bis zum Testen der Parameter erforderlich gemacht hätte, wurden die Programmierer nicht informiert. Da der Motor die gewünschten Parameter nicht nach der programmierten Zeit erreichte, verwendete man das Steuerungsprogramm für die Tests am Prüfstand. Die zwei weiteren Zündungen verliefen dann erfolgreich. Nach der Trennung von der Abstiegsstufe absolvierte auch die Aufstiegsstufe einen erfolgreichen Triebwerkstest.
Nach Abschluss der Mission verblieben die beiden Teile der Mondlandefähre einige Zeit im Erdorbit und verglühten unabhängig voneinander in der Atmosphäre, die Aufstiegsstufe am 24. Januar und die Abstiegsstufe am 12. Februar 1968.

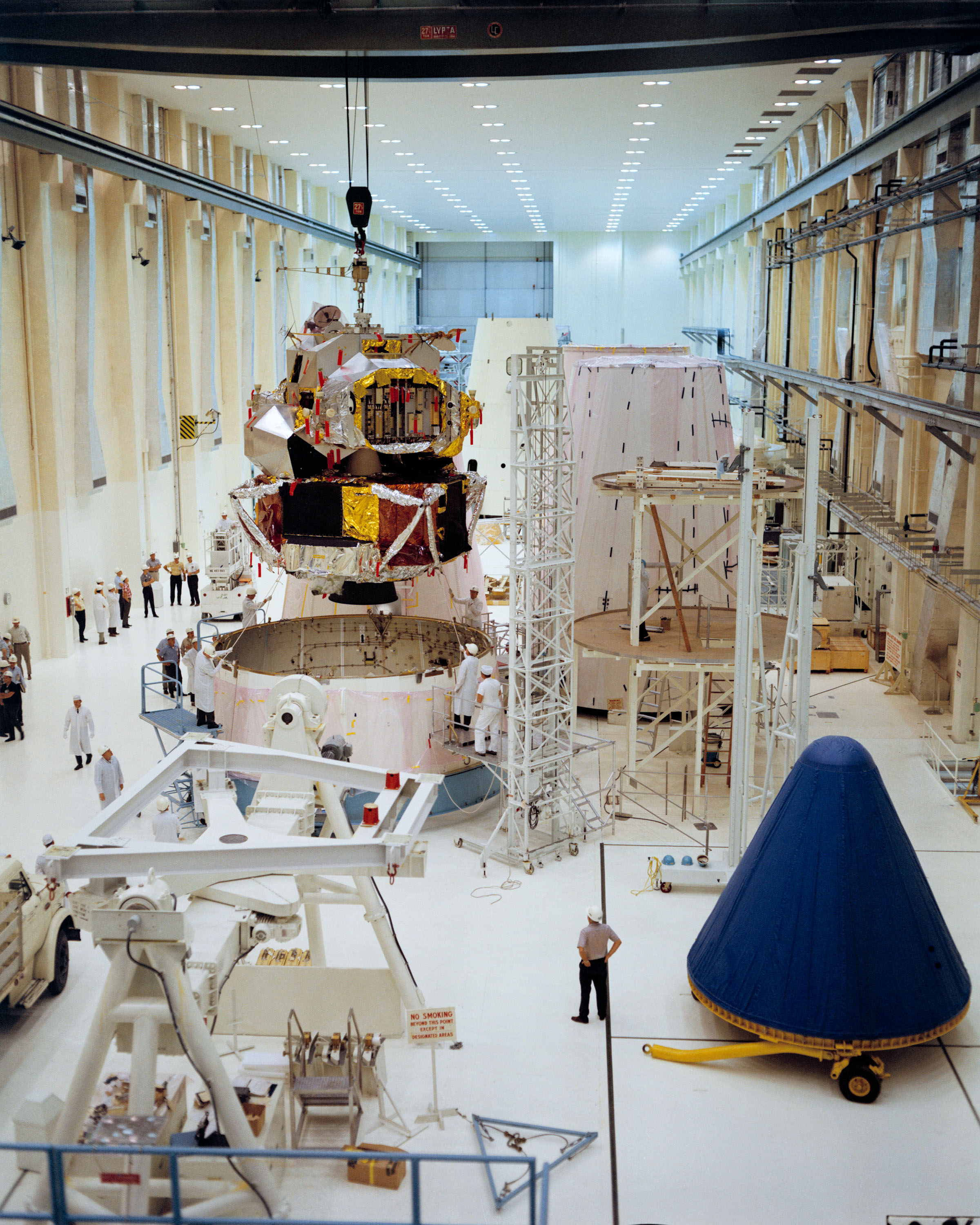
Das Mondlandemodul LM–1 bei den Startvorbereitungen
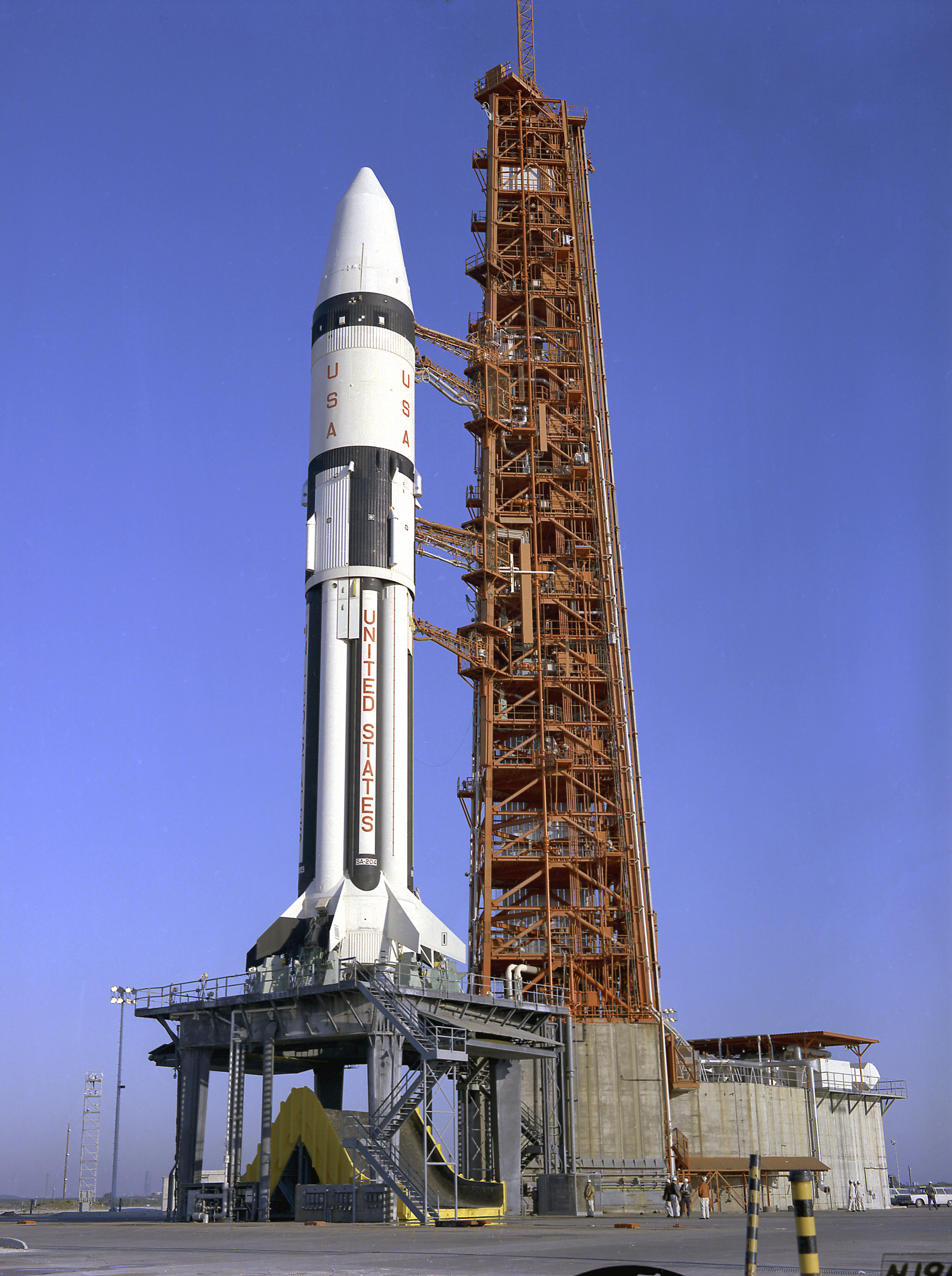
Apollo 5 vor dem Start
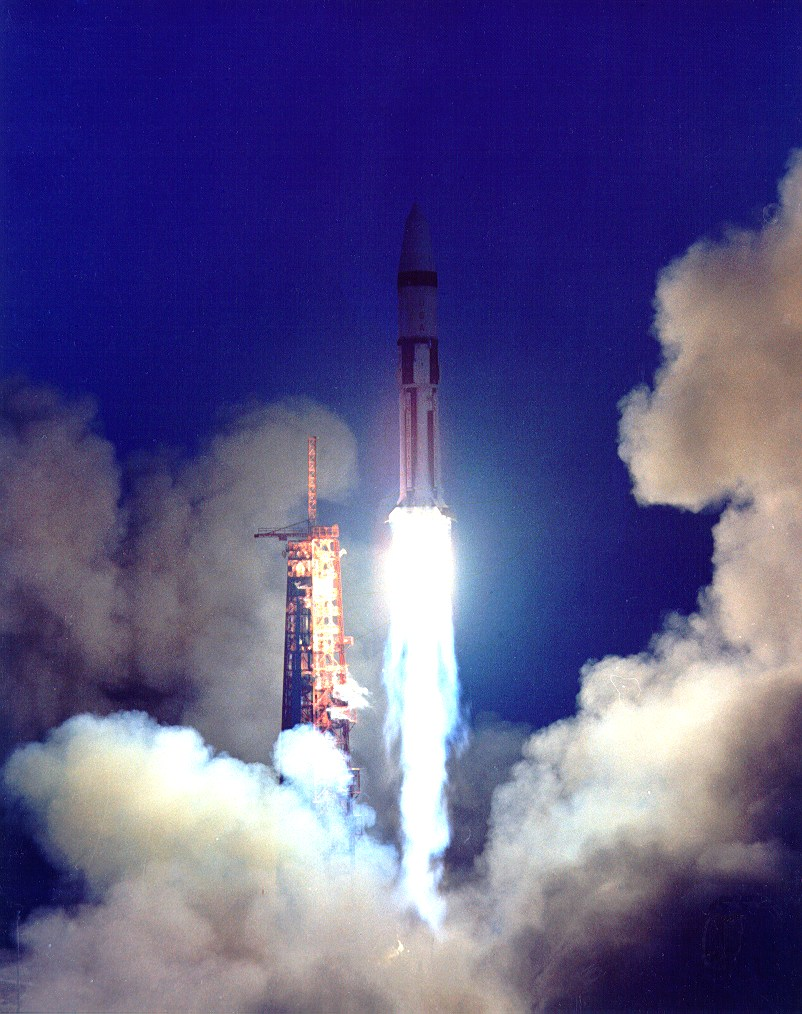
Start der Saturn IB